# Západoruská dobrovolnická armáda

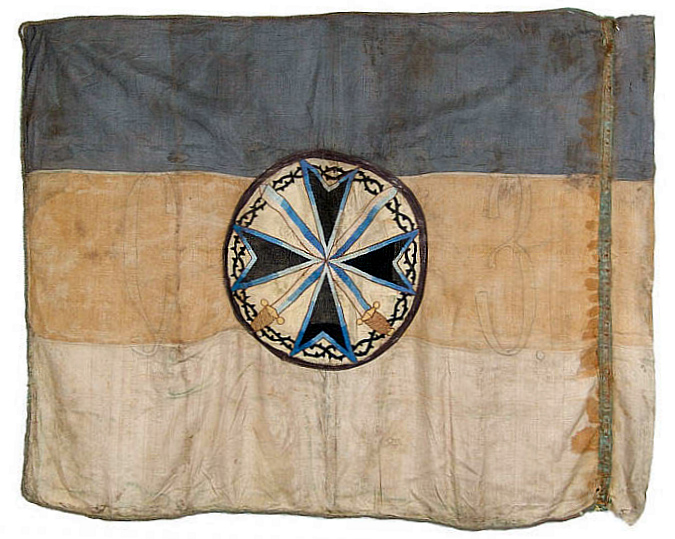
Vlajka Západoruské dobrovolnické armády

Západoruská dobrovolnická armáda, jinak nazývaná podle svého generála Pavla Bermondt-Avalova Bermontovci, byla bělogvardějská armáda působící v Pobaltí v během Ruské občanské války v roce 1919.

## Historické pozadí
Před první světovou válkou bylo celé území Pobaltí součástí carského Ruska. Civilní moc drželi v rukou převážně Rusové a vrchní třídou byli baltští Němci. Byly to převážně šlechtici s velkými majetky, jejichž předkové přišli do Pobaltí za existence státu Německých rytířů v průběhu 12. - 15. století. Místní obyvatelstvo, které tvořili převážně Litevci, Lotyši a Estonci bylo pod silným vlivem rusifikace a nepodílelo se na spravování své země. Reakcí na to bylo vytvoření mnoha národnostních osvobozeneckých hnutí po celém Pobaltí.
Na začátku první světové války se podařilo Němcům obsadit území celé Litvy a polovinu Lotyšska. Po říjnové revoluci v roce 1918 uzavřeli bolševici s Německem Brestlitevský mír. Na jeho základě připadl Německu zbytek Pobaltí. Němci vytvořili v Pobaltí svůj loutkový stát tzv. Spojené baltské vévodství, kde moc v rukou držela místní německá šlechta.
Konec války přinesl porážku Německa. Dohodové státy souhlasily se setrváním německých jednotek v Pobaltí za účelem boje se sovětským Ruskem. K těmto jednotkám patřila i později vytvořená Západoruská dobrovolnická armáda. Němce od začátku více zajímalo udržení své mocenské základny v pobaltských státech než boj s bolševiky, a tak vznikla pod vedením generála Rüdigera von der Goltz oficiální armáda pobaltských Němců. Z počátku byla armáda generála von der Goltz spojenec s místními vládami v boji proti bolševikům. Však jak bylo nebezpečí zažehnáno a Rusové vytlačeni z Pobaltí, hned se obrátili proti svým spojencům. Armádě se dokonce podařilo svrhnout prozatímní vládu v Lotyšsku, instalovat svoji vlastní a dobýt Rigu. Však zanedlouho poté byla německá armáda poražena spojeným estonským a lotyšským vojskem v bitvě o Cesis v červnu 1919.

## Vznik Západoruské dobrovolnické armády
8. února 1919 vzniká v Salzwedelu v Německu armáda o 5000 vojácích. Vojáci jsou většinou rekrutováni z bývalých německých vojáků padlých do zajetí v na východní frontě a v Pobaltí se k ní přidávají jednotky baltských Němců. Velitelem armády se stává kozácký náčelník Pavel Bermondt-Avalov. Západoruská dobrovolnická armáda vyhlásí, že se přidává k armádám bělogvardějců pod velení admirála Kolčaka v boji proti bolševikům. Však vojsko, jež je z 75% tvořeno Němci, se zaobírá především problémem, jak udržet německou moc v Pobaltí. Přihlášení k bělogvardějcům je tak spíše divadlo, aby armáda zakryla svůj skutečný cíl před státy Dohody.

## Boje v Pobaltí
Z Německa byla armáda dopravena do Lotyšska vlakem a zapojila se po boku baltských Němců generála von der Goltz do bojů proti nově vznikajícím pobaltským státům. Podílela se na i dobytí Rigy. Po porážce vojska baltských Němců v bitvě o Cesis se do Západoruské dobrovolnické armády začlenil i zbytek armády generála von der Goltz. Armáda tak dosáhla počtu přes 50 000 mužů. V říjnu podnikla armáda útok na území Litvy a Lotyšska. Podařilo se jí obsadit sever Litvy a dokonce opět dobyla Rigu. Lotyši v nastalé situaci požádali o pomoc sousední Litvu a Estonsko. Kladně odpověděla na prosbu estonská armáda. Litva, která v té době měla úzký vztah s Německem, prosbu o pomoc odmítla. Za přislíbení odstoupení ostrova Ruhnu Estonsku poslala estonská vláda do Lotyšska dva obrněné vlaky.

## Porážka armády
V listopadu začala spojenecká armáda Lotyšska a Estonska postupně vytlačovat dobrovolnickou armádu z území Lotyšska. Riga byla opět bezpečně v rukou Lotyšů. Velkou měrou se na úspěšném tažení podílelo britské námořnictvo, které podporovalo spojence dělostřeleckou podporou z bitevních lodí. Nakonec musela armáda generála Bermont-Avalova ustoupit až na území Litvy. Koncentrovala se u významného železničního uzlu Radviliškis. Zde byla napadena litevskou armádou a utržila rozhodující porážku.
Do situace se následně diplomaticky vložily státy Dohody a zprostředkovaly klid zbraní. Francouzský generál Henri Niessel zprostředkoval evakuaci zbývajících německých vojáků do Německa. Poslední německý voják opustil Litvu 15. prosince 1919.